# Терпимость

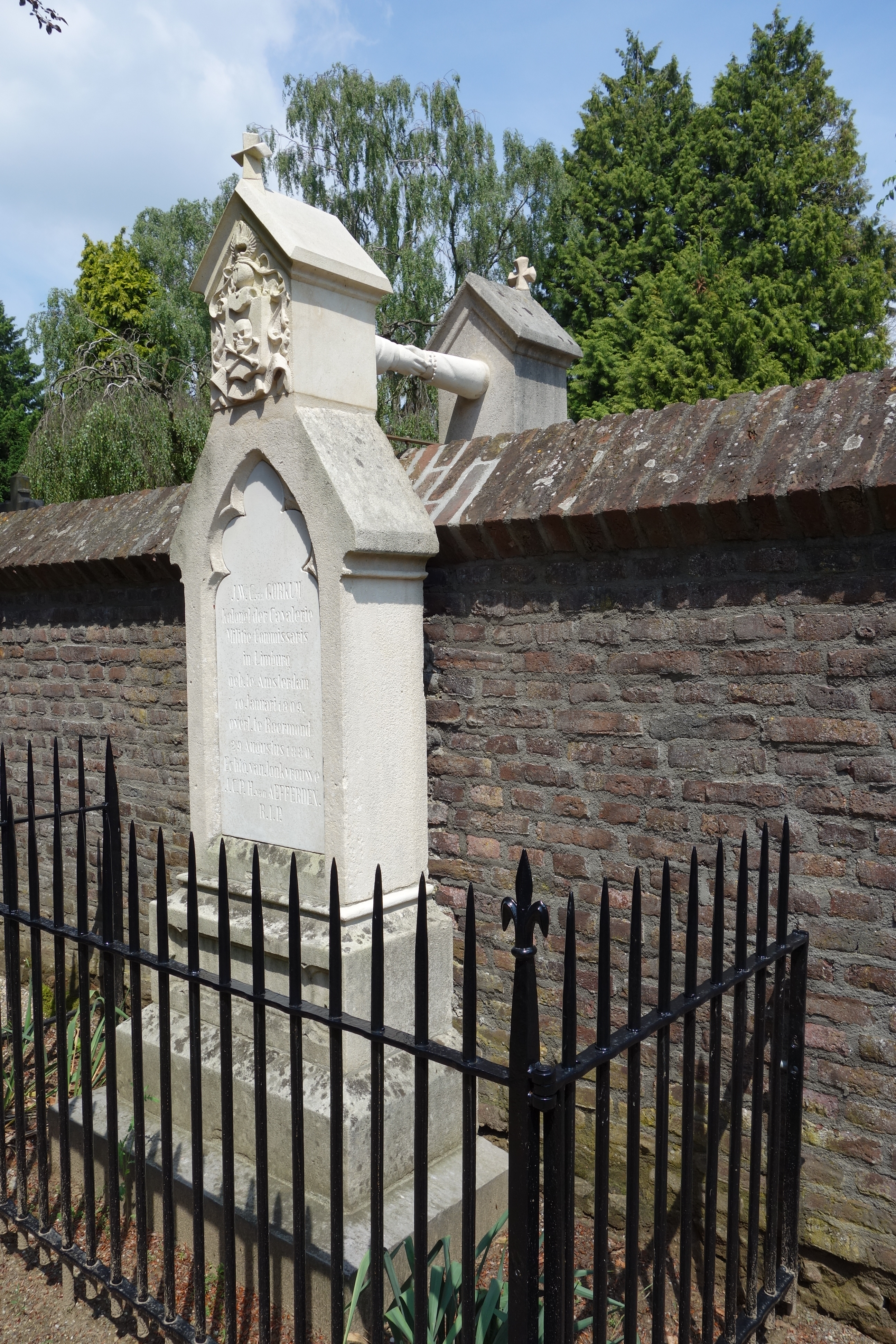
«Надгробие с руками» в Рурмонде. Якоб ван Горкум, протестант (кальвинист), умерший в 1880 году и его жена Жозефина, католичка, умершая в 1888 году, похоронены на протестантском и католическом кладбищах соответственно, но их надгробья соединены «руками» через стену

Терпи́мость — комплексное качество человека, способность уважать и принимать разнообразие других людей, независимо от национальности, религии (веротерпимость), культуры и личных убеждений. Концепция выходит за рамки пассивного терпения и включает активное социальное поведение, приводящее к признанию ценности каждого индивида. Включает в себя терпеливость, самоконтроль и сдержанность, что позволяет человеку поддерживать гармоничные отношения с окружающими. Данное свойство образа жизни развивается с детства и формирует зрелую личность, предрасположенную к нравственному выбору и ответственности за свои поступки. Важными аспектами терпимости являются склонность к индивидуальности, гуманное общение, стремление к справедливости и доброте, великодушию, открытость в отношениях с другими. Добродетель играет ключевую роль в формировании гармоничных общественных отношений. Объединяет людей через уважение к достоинству, доброжелательность без принуждения, помощь в трудные моменты,осознание и наблюдение происходящего здесь и сейчас. В общем смысле «терпимость» означает готовность к сотрудничеству и проявление человечности в повседневной жизни, чрезвычайно важна для создания сознательного и целостного окружающего мира.

## Политика и религия
Исторически, политическая и религиозная сфера являлись наиболее важными для продвижения идей терпимости, так как различия в политических и религиозных идеологиях вели к многочисленным войнам, чисткам и иным жестокостям. Британский философ и просветитель Джон Локк в своих «Посланиях о веротерпимости» (опубликованы: 1-е — в 1689 г., 2-е и 3-е — в 1692 г., 4-е — в 1706 г., уже после смерти Локка) высказал революционную для того времени мысль о том, что терпимость ко всякому отступающему мнению должна быть обязанностью верующего человека. Философы и писатели Просвещения, особенно Вольтер и Лессинг, активно выступали за религиозную терпимость, и их влияние ощущается в современном западном обществе. В то же время вопросы политической терпимости до сих пор остаются в меньшей степени осмыслены. Хотя недостаток религиозной терпимости вызывает проблемы во многих регионах мира, различия в политической идеологии привели к сотням миллионов жертв только в XX веке.
Значение и необходимость соблюдения принципа терпимости в политике подчёркнуто провозглашением Международного дня, посвящённого терпимости.

## Терпимость нетерпимости
Важным вопросом при определении понятия терпимости является вопрос о границах терпимости. Должно ли общество, исповедующее терпимость, быть терпимым к нетерпимости? Не приведёт ли это к разрушению самого общества или его жизненно важных институтов?
Сложно установить границы толерантности не только применительно к разным обществам, но даже иногда в пределах одного общества. Например, современное преследование нацизма в Германии расценивается некоторыми странами как нетерпимость, тогда как в самой Германии сам нацизм считается в высшей мере нетерпимым. Противоречивые вопросы в различных странах могут включать отделение церкви от государства, употребление табака, алкогольных напитков или наркотиков, чтение неодобряемых политических трудов, а также гомосексуальность, девиантное сексуальное поведение и уголовно наказуемые проступки.
Философ Джон Роулз посвятил главу в своей влиятельной и противоречивой книге «Теория справедливости» проблеме того, должно ли общество быть терпимым к нетерпимости, и близкой проблеме прав нетерпимых членов общества требовать терпимости по отношению к себе. Роулз приходит к заключению, что общество в целом должно быть терпимым, следовательно, к нетерпимости должно относиться терпимо, так как противоположная ситуация привела бы к несправедливости. Тем не менее, автор настаивает на разумном праве самозащиты общества и его социальных институтов, которое преобладает над правом терпимости. Следовательно, к нетерпимости необходимо относиться терпимо, но лишь до тех пор, пока она не создаёт угрозу обществу. Либеральный экономист Чандран Кукатас в статье «Терпеть нетерпимое» подчёркивает: «Терпимость требует от людей спокойно относиться к расхождению во мнениях и многообразию взглядов, а вовсе не к преступлениям или безответственности».

## Законы о веротерпимости
- 1598 — Нантский эдикт
- 1844 — Эдикт о веротерпимости в Святой земле
- 1905 — Указ Николая II «Об укреплении начал веротерпимости»